# 57 a.C.

## Eventos
- Públio Cornélio Lêntulo Espínter e Quinto Cecílio Metelo Nepos, cônsules romanos.
- Os dois cônsules aprovam uma lei que permite que Cícero volte de seu exílio depois do processo conduzido por Públio Clódio Pulcro.
- Segundo ano das Guerras Gálicas do general Júlio César:
  - César vence os belgas na Batalha do Áxona.
  - César vence os nérvios, viromânduos, atrébates e aduátucos na Batalha do Sábis
  - Já no final do ano, Sérvio Sulpício Galba enfrenta sedunos e veragros na Batalha de Octoduro para proteger os passos dos Alpes.